# Nunzio Nasi
Nunzio Nasi est un homme politique italien, né à Trapani le 2 avril 1850, mort à Erice le 17 septembre 1935.

## Biographie
Nunzio Nasi est membre de la franc-maçonnerie.
Député de Trapani à partir de 1886, il est ministre des Postes dans le premier cabinet Pelloux (1898-99) et de l'Instruction publique dans le gouvernement Zanardelli.
Nasi est arrêté pour détournement de fonds, ce qui provoque de violentes émeutes en Sicile qui font un mort à Palerme. Comme les accusations contre Raffaele Palizzolo, les ennuis judiciaires de Nasi sont perçus sur l'île comme une attaque contre la Sicile. En réponse, le Parti sicilien est créé sous la présidence du député Francesco Perroni Paladini, qui réclame l'amnistie pour Nasi.
Il est condamné en 1908 à 11 mois d'emprisonnement et à quatre ans d'interdiction d'exercer une fonction publique. 
Ses électeurs continuent pourtant de l'élire député malgré les annulations répétées des scrutins, jusqu'à sa destitution en 1926 avec l'ensemble des députés antifascistes.
Il est largement battu par le député sortant dans la circonscription de Palerme III, Pietro Lanza di Trabia, lors des élections parlementaires de 1909. Lors des élections législatives de 1913, il bat le giolitain Di Stefano dans la première circonscription de Palerme avec un programme autonomiste et d'évolutions institutionnelles, grâce à l'ancien électorat de Palizzolo, du soutien de la presse locale, des socialistes de Tasca et des castagnari de Ballarò, mafieux dirigés par l'influent Ciccio Lupo, gérant d'un magasin d'eau glacée aux Quattro Canti. Mais il préfère son siège de Trapani où il est également élu, et tente de faire élire à sa place son fils, Virgilio, défait par Di Stefano lors de l'élection partielle de juillet 1914.
Pour autant, Nasi demeure populaire à Palerme, preuve en est le succès, quelques jours plus tard, lors des élections administratives de juillet 1914, de la liste de la Ligue populaire qu'il mène avec Renzo Barbera, obtenant la majorité absolue avec 41 sièges occupés essentiellement par des novices, contre 39 autres à l'Union des partis constitutionnels et aucun à l'Union des partis populaires.
Pour garantir une pérennité à la prochaine junte, le groupe de Nasi négocie avec ses opposants pour aboutir à l'élection du baron Vincenzo Di Salvo, élu parmi lui, mais respecté par les autres. Barbera est nommé conseiller principal, provoquant la démission des six adjoints membres de la minorité, remplacés par les Nasians, puis le départ de Di Salvo lui-même. 
Il accepte que Salvatore Tagliavia, membre de la liste libérale-nationaliste, devienne maire, en espérant ainsi obtenir la bienveillance de l'opposition municipale pour reprendre à Di Stefano la circonscription de Palerme III.